# Casiphia szechuana
Casiphia szechuana là một loài bọ cánh cứng trong họ Cerambycidae.